# Адаптер объектива
Ада́птер-переходни́к (ада́птер, переходни́к, хвостови́к, переходно́е кольцо́) — приспособление, позволяющее устанавливать на фотоаппарат, киносъёмочный аппарат, видеокамеру или цифровую кинокамеру объективы с типом крепления, не совпадающим с креплением этой камеры. Адаптером также может считаться переходное устройство, позволяющее производить съёмку действительного изображения, создаваемого микроскопом и телескопом, а также другими оптическими приборами.

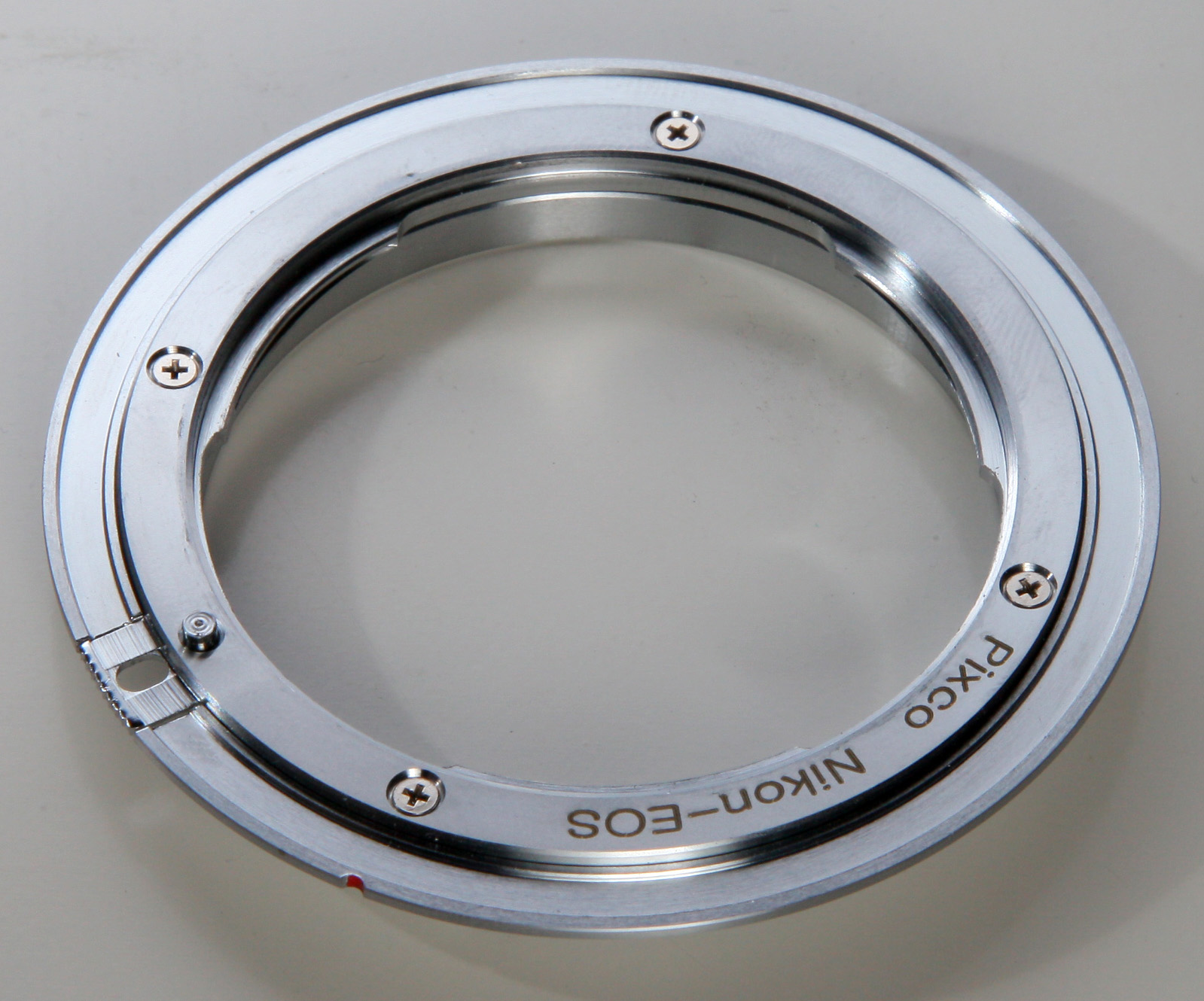
Адаптер для установки объективов с байонетом Nikon на камеры с байонетом Canon EF

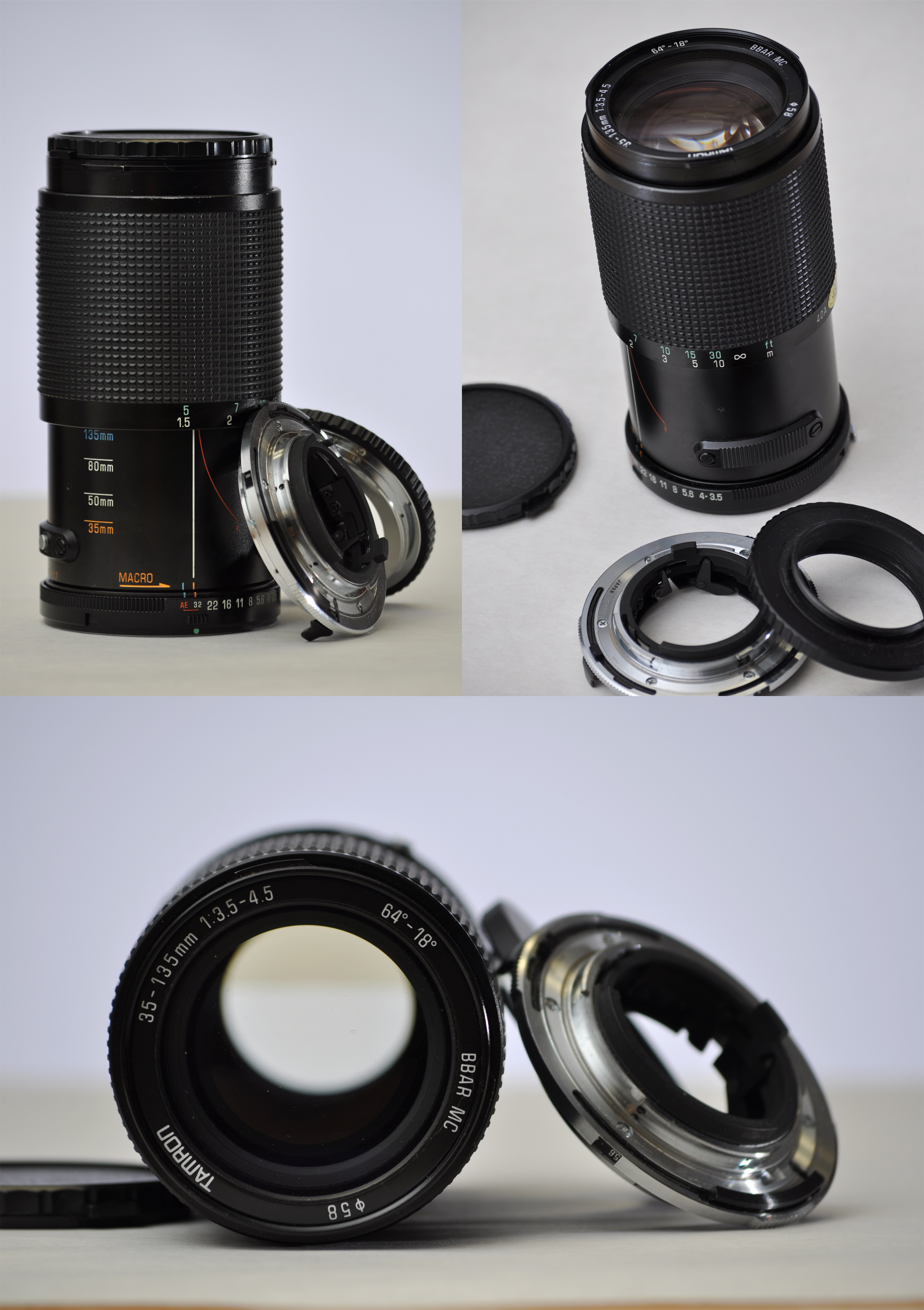
Объектив Tamron со сменными хвостовиками

## Использование объективов других систем
В настоящее время использование «неродной» оптики широко распространено среди фотолюбителей и кинематографистов, поскольку в некоторых случаях это даёт возможность получить наиболее выразительное изображение. Кроме того, это избавляет от необходимости покупки дорогой оптики соответствующей системы и использовать уже имеющуюся. Особенно популярна установка старой оптики на беззеркальные фотоаппараты, допускающие широкую совместимость благодаря небольшим рабочим отрезкам. Главное условие возможности использования объектива другой системы — достаточный размер его поля изображения, покрывающий всю площадь кадра камеры без виньетирования.
Непосредственная установка объектива в камеру с другим типом присоединения в большинстве случаев невозможна, поскольку разные типы креплений отличаются формой и размерами присоединительных деталей. Для этого используются специальные адаптеры, представляющие собой полый цилиндр, на одном торце которого располагается фланец, соответствующий типу присоединения объектива, а на другом — хвостовик, соответствующий типу присоединения на камере. Во фланце адаптера закрепляется хвостовик объектива, а сам адаптер с объективом устанавливается во фланец камеры. Изнутри такой адаптер покрывается матовой чёрной краской, чтобы исключить нежелательные отражения боковых пучков света. При совпадении рабочих отрезков, адаптер в виде фигурного кольца устанавливается во фланец камеры.
Адаптером может также считаться съёмный хвостовик объективов специальной конструкции. Такой принцип унификации используется в креплении T-mount, когда съёмная хвостовая часть закрепляется на резьбе переходной оправы.
В СССР выпускались объективы серии «А» аналогичной конструкции для малоформатных зеркальных фотоаппаратов («Юпитер-37А», «Мир-10А» и другие). Унифицированный хвостовик (например, с резьбой М42×1) мог легко заменяться хвостовиком другого стандарта. На оправе хвостовики крепились винтами, которые заворачивались непосредственно в корпус или в паз типа «ласточкин хвост».
Некоторые объективы имели в комплекте несколько съёмных хвостовиков, в том числе байонетные и резьбовые: «Гранит-11», «МС Мир-20Н» и другие.
Такие объективы могут использоваться даже в камерах с бо́льшим рабочим отрезком, поскольку глубина хвостовика позволяет существенно укорачивать оправу уменьшением его длины.
Ещё один способ присоединения объективов другого стандарта заключается в замене кольца байонета на камере. Такая технология получила распространение в цифровых кинокамерах, присоединительный фланец которых выполняется сменным. Компания «Adaptist» выпускает сменный фланец MultiMount для фотоаппаратов Pentax, позволяющий устанавливать на них кроме родной оптики объективы других стандартов без адаптера. Совместимость возможна только с байонетами, имеющими близкие диаметр и рабочий отрезок, а также трёхлепестковую конструкцию: Nikon F, Contax/Yashica, Olympus OM и Konica. Разница рабочих отрезков компенсируется шайбой, которую подкладывают между мультистандартным фланцем и объективами. Мультистандартный фланец — единственный способ согласования байонетов с близкими размерами, поскольку изготовить промежуточное адаптерное кольцо в этом случае невозможно.
Отдельную категорию адаптеров составляют шифт-адаптеры, допускающие возможность подвижек объектива относительно кадрового окна.

## Рабочие отрезки фото-, кино- и ТВ-объективов
Возможность использования адаптера зависит, главным образом, от соотношения рабочих отрезков объектива и камеры. Объективы разного назначения и различных систем обладают рабочими отрезками, которые могут отличаться в несколько раз.
| Название                       | Рабочий отрезок, мм              | Диаметр, мм                | Размер кадра                    | Тип                                                        | Годы производства                     |
| ------------------------------ | -------------------------------- | -------------------------- | ------------------------------- | ---------------------------------------------------------- | ------------------------------------- |
| Mamiya RB                      | 112,0                            | ?                          | 6×7 см                          | байонет с замком на объективе                              | ?                                     |
| Mamiya RZ                      | 105,0                            | ?                          | 6×7 см                          | байонет с замком на объективе                              | ?                                     |
| Rolleiflex SL66                | 102,8                            | ?                          | 6×6 см                          | байонет                                                    | 1966—1992                             |
| Bronica                        | 101,7                            | 57                         | 6×6 см                          | байонет с многозаходной резьбой                            | ?                                     |
| Pentax 67                      | 84,95                            | ?                          | 6×7 см                          | наружный и внутренний байонет                              | ?                                     |
| Bronica GS1                    | ?                                | ?                          | 6×7 см                          | байонет                                                    | 1983—2002                             |
| Байонет В                      | 82,1                             | 60                         | 6×6 см                          | байонет с трёхзаходной резьбой                             | С 1957 года                           |
| Kowa Six / Super 66            | 79                               | ?                          | 6×6 см                          | накидное кольцо                                            | 1968—1974                             |
| Hasselblad 500/2000            | 74,9                             | ?                          | 6×6 см                          | байонет                                                    | —                                     |
| Байонет Б                      | 74,0                             | 60                         | 6×6 см                          | байонет с накидным кольцом                                 | С 1957 года                           |
| Rolleiflex SLX                 | 74                               | 75                         | 6×6 см                          | четырёхлепестковый байонет                                 | С 1976 года                           |
| Pentax 645                     | 70,87                            | ?                          | 6×4,5 см                        | байонет                                                    | —                                     |
| Mamiya 645                     | 63,3                             | ?                          | 6×4,5 см                        | байонет                                                    | С 1975 года                           |
| Leica Visoflex                 | 62,5                             | ?                          | 24×36 мм                        | байонет                                                    | 1935—1984                             |
| Hasselblad H                   | 61,63                            | ?                          | 6×4,5 см                        | байонет                                                    | ?                                     |
| Leica S                        | ?                                | ?                          | 54×45 мм                        | байонет                                                    | С 2008 года                           |
| T2-mount («М42×0,75»)          | 55                               | 42                         | 24×36 мм                        | резьба                                                     | С 1962 года — современный вид T-mount |
| Topcon UV                      | 55                               | ?                          | 24×36 мм                        | байонет                                                    | c 1964 года                           |
| T-mount («М37×0,75»)           | 50,2                             | 37                         | 24×36 мм                        | резьба                                                     | 1957-1962                             |
| Praktina                       | 50                               | 46                         | 24×36 мм                        | накидное кольцо                                            | c 1952 года                           |
| Icarex                         | 48                               | ?                          | 24×36 мм                        | накидное кольцо                                            | 1966—1971                             |
| Байонет Contax N               | 48                               | ?                          | 24×36 мм                        | байонет                                                    | с 2001                                |
| Байонет Ц (Зенит-4)            | 47,58                            | 47                         | 24×36 мм                        | Вариант байонета DKL                                       | 1964—1968                             |
| Байонет Leica R                | 47,0                             | ?                          | 24×36 мм                        | байонет                                                    | С 1964 года                           |
| Байонет Nikon F                | 46,5                             | 44                         | 24×36 мм                        | трёхлепестковый байонет                                    | С 1959 года                           |
| Olympus OM                     | 46                               | ?                          | 24×36 мм                        | трёхлепестковый байонет с замком на объективе              | 1972—2002                             |
| Contarex                       | 46                               | ?                          | 24×36 мм                        | трёхлепестковый байонет                                    | 1958—1966                             |
| Rolleiflex SL35                | 45,6                             | ?                          | 24×36 мм                        | трёхлепестковый байонет                                    | ?                                     |
| Байонет Contax-Yashica         | 45,5                             | 48                         | 24×36 мм                        | трёхлепестковый байонет                                    | 1975—?                                |
| Байонет K                      | 45,5                             | 48,5                       | 24×36 мм                        | трёхлепестковый байонет                                    | С 1976 года                           |
| Altix                          | 45,5 наружный; 42,5 внутренний   | ?                          | 24×36 мм                        | накидное кольцо                                            | 1939—1959                             |
| Mamiya E/EF (ZE/CS)            | 45,5                             | 49                         | 24×36 мм                        | байонет                                                    | С 1980 года                           |
| Pentina                        | 45,5                             | ?                          | 24×36 мм                        | накидное кольцо                                            | С 1960 года                           |
| M42×1                          | 45,5                             | 42                         | 24×36 мм                        | резьба                                                     | С 1948 года                           |
| M37×1                          | 45,46                            | 37                         | 24×36 мм                        | резьба                                                     | c 1939                                |
| Зенит                          | 45,2                             | 39                         | 24×36 мм                        | резьба                                                     | 1953—1967                             |
| Exakta                         | 44,7                             | 38                         | 24×36 мм                        | Трёхлепестковый байонет                                    | —                                     |
| Байонет DKL                    | 44,7                             | 47                         | 24×36 мм                        | Включает центральный затвор и привод регулировки диафрагмы | С 1957 года                           |
| Байонет А (Minolta A / Sony α) | 44,50                            | 49.7                       | 24×36 мм                        | трёхлепестковый байонет                                    | С 1986 года                           |
| Rolleiflex SL35                | 44,46                            | —                          | 24×36 мм                        | байонет                                                    | 1970—1998                             |
| Praktica B                     | 44,40                            | 48,5                       | 24×36 мм                        | байонет                                                    | С 1980 года                           |
| M40×1                          | 44                               | 40                         | 24×36 мм                        | резьба                                                     | 1938—1947                             |
| Canon EF                       | 44                               | 54                         | 24×36 мм                        | трёхлепестковый байонет                                    | С 1987 года                           |
| Canon EF-S                     | 44                               | 54                         | 22,2×14,8 мм                    | трёхлепестковый байонет                                    | С 2004 года                           |
| Байонет Sigma SA               | 44                               | 44                         | 24×36 мм                        | байонет                                                    | С 1992 года                           |
| Байонет Киев-Автомат           | 44,0                             | 41                         | 24×36 мм                        | байонет                                                    | 1965—1985                             |
| Minolta SR/MC/MD               | 43,50                            | ?                          | 24×36 мм                        | трёхлепестковый байонет                                    | 1958—2001                             |
| Fujica X                       | 43,5                             | ?                          | 24×36 мм                        | трёхлепестковый байонет                                    | ?                                     |
| Petriflex                      | 43,5                             | ?                          | 24×36 мм                        | накидное кольцо                                            | С 1963 года                           |
| en:Rectaflex Rectaflex         | 43,4                             | ?                          | 24×36 мм                        | байонет                                                    | 1947—1958                             |
| M41,2x1                        | 42,05                            | 41,2                       | 24×36 мм                        | резьба                                                     | С 1947 года                           |
| Байонет Д                      | 42,0                             | 40,5                       | 24×36 мм                        | накидное кольцо                                            | С 1965 года                           |
| Canon R                        | 41,9                             | 48                         | 24×36 мм                        | накидное кольцо                                            | 1959—1964                             |
| Canon FL                       | 41,9                             | 48                         | 24×36 мм                        | накидное кольцо                                            | 1964—1971                             |
| Canon FD                       | 41,9                             | 48                         | 24×36 мм                        | накидное кольцо                                            | 1971—1990                             |
| Canon FDn                      | 41,9                             | 48                         | 24×36 мм                        | байонет                                                    | 1978—1990                             |
| Байонет Miranda                | 41,5                             | 44                         | 24×36 мм                        | четырёхлепестковый байонет с резьбой 44×1                  | 1954-1974                             |
| Konica F                       | 40,5                             | 40                         | 24×36 мм                        | байонет                                                    | 1960—1963                             |
| Konica AR                      | 40,5                             | ?                          | 24×36 мм                        | байонет                                                    | 1965—1988                             |
| Стандарт 4:3                   | 38,67                            | 50                         | 17,3×13 мм                      | байонет                                                    | С 2003 года                           |
| Alpa                           | 37,8                             | 48                         | 24×36 мм                        | байонет                                                    | —                                     |
| Hasselblad XPan                | 34,27                            | ?                          | 24×65 мм                        | байонет                                                    | c 1998 года                           |
| Байонет Contax-Киев RF         | 34,85 наружный; 31,85 внутренний | 49 наружный; 36 внутренний | 24×36 мм                        | наружный и внутренний байонет                              | 1932—1985                             |
| Байонет Contax G               | 28,95                            | ?                          | 24×36 мм                        | байонет                                                    | 1994—2005                             |
| Olympus Pen F                  | 28,95                            | ?                          | 24×18 мм                        | байонет                                                    | С 1963 года                           |
| M39×1/28,8                     | 28,8                             | 39                         | 24×36 мм                        | резьба                                                     | 1932—1995                             |
| Нарцисс                        | 28,8                             | 24                         | 14×21 мм                        | резьба                                                     | 1961—1965                             |
| Байонет Leica M                | 27,8                             | ?                          | 24×36 мм                        | четырёхлепестковый байонет                                 | С 1954 года                           |
| M39×1/27,5                     | 27,5                             | 39                         | 18×24 мм                        | резьба                                                     | 1967—1974                             |
| Байонет 110                    | 27                               | ?                          | 17×13 мм                        | байонет                                                    | С 1978 года                           |
| Байонет Fujifilm G             | 26,7                             | ?                          | 32,9×43,8 мм                    | байонет                                                    | С 2017 года                           |
| Samsung NX                     | 25,5                             | 42                         | 23,4×15,6 мм                    | байонет                                                    | С 2010 года                           |
| Canon RF                       | 20                               | 54                         | 24×36 мм                        | байонет                                                    | С 2018 года                           |
| Байонет L                      | 20                               | 51,6                       | 24×36 мм                        | байонет                                                    | С 2014 года                           |
| Микро 4:3 (Micro Four Thirds)  | 19,25                            | 44                         | 17,3×13 мм                      | байонет                                                    | С 2008 года                           |
| Canon EF-M                     | 18                               | 47                         | 22,3×14,9 мм                    | байонет                                                    | С 2012 года                           |
| Байонет E (Sony NEX)           | 18                               | 46,1                       | 24×36 мм                        | байонет                                                    | С 2010 года                           |
| Fujifim X                      | 17,7                             | 40,6                       | 23,6×15,6 мм                    | байонет                                                    | С 2012 года                           |
| Nikon 1                        | 17                               | ?                          | 13,2×8,8 мм                     | байонет                                                    | 2011—2018                             |
| Байонет Nikon Z                | 16                               | 55                         | 24×36 мм                        | четырёхлепестковый байонет                                 | С 2018 года                           |
| Pentax Q                       | 9,2                              | ?                          | 6,17×4,55 мм; 7,44×5,58 мм (Q7) | байонет                                                    | С 2011 и 2013 года                    |
| Samsung NX-M                   | 7,3                              | ?                          | 13,2×8,8 мм                     | байонет                                                    | ?                                     |

| Сравнительная таблица наиболее распространённых креплений киносъёмочных и ТВ-объективов | Сравнительная таблица наиболее распространённых креплений киносъёмочных и ТВ-объективов | Сравнительная таблица наиболее распространённых креплений киносъёмочных и ТВ-объективов | Сравнительная таблица наиболее распространённых креплений киносъёмочных и ТВ-объективов | Сравнительная таблица наиболее распространённых креплений киносъёмочных и ТВ-объективов | Сравнительная таблица наиболее распространённых креплений киносъёмочных и ТВ-объективов |
| Название                                                                                | Рабочий отрезок, мм                                                                     | Диаметр, мм                                                                             | Формат                                                                                  | Конструкция                                                                             | Производство                                                                            |
| --------------------------------------------------------------------------------------- | --------------------------------------------------------------------------------------- | --------------------------------------------------------------------------------------- | --------------------------------------------------------------------------------------- | --------------------------------------------------------------------------------------- | --------------------------------------------------------------------------------------- |
| Aaton Universal                                                                         | 40                                                                                      | 50                                                                                      | 16-мм                                                                                   | трёхлепестковый байонет с накидной гайкой                                               | с 1974 года                                                                             |
| CA-1 (Eclair)                                                                           | 48                                                                                      | 45,85                                                                                   | 16-мм/35-мм                                                                             | двухлепестковый байонет                                                                 | с 1947 года                                                                             |
| Красногорский байонет                                                                   | 52                                                                                      | 43                                                                                      | 16-мм                                                                                   | двух- или четырёхлепестковый байонет                                                    | —                                                                                       |
| Arri Standard                                                                           | 52                                                                                      | 41                                                                                      | 16-мм/35-мм                                                                             | четырёхлепестковый байонет с накидной гайкой                                            | с 1937 года                                                                             |
| Байонет Arri                                                                            | 52                                                                                      | 41                                                                                      | 16-мм/35-мм                                                                             | байонет                                                                                 | с 1965 года                                                                             |
| Arri PL                                                                                 | 52                                                                                      | 54                                                                                      | 16-мм/35-мм                                                                             | четырёхлепестковый байонет с накидной гайкой                                            | с 1982 года                                                                             |
| Arri Maxi PL                                                                            | 73,5                                                                                    | 64                                                                                      | 70-мм                                                                                   | четырёхлепестковый байонет с накидной гайкой                                            | —                                                                                       |
| BNCR (Mitchell)                                                                         | 61,468                                                                                  | 68                                                                                      | 35-мм                                                                                   | четырёхлепестковый байонет с накидной гайкой                                            | с 1967 года                                                                             |
| ОСТ-19 (СССР)                                                                           | 61                                                                                      | 68                                                                                      | 35-мм                                                                                   | четырёхлепестковый байонет с накидной гайкой                                            | —                                                                                       |
| PV (Panavision)                                                                         | 57,15                                                                                   | 49,5                                                                                    | 16-мм/35-мм                                                                             | четырёхлепестковый байонет с накидной гайкой                                            | с 1972 года                                                                             |
| Red One                                                                                 | 27,3                                                                                    | —                                                                                       | «Супер-35»                                                                              | байонет                                                                                 | —                                                                                       |
| Bolex                                                                                   | 23,22                                                                                   | —                                                                                       | 16-мм                                                                                   | байонет с накидной гайкой                                                               | —                                                                                       |
| B4 (HDTV 2/3)                                                                           | 65,03 в стекле / 48,0 в воздухе                                                         | —                                                                                       | 2/3 дюйма                                                                               | трёхлепестковый байонет                                                                 | —                                                                                       |
| 1/2 Sony                                                                                | 38                                                                                      | —                                                                                       | 1/2 дюйма                                                                               | трёхлепестковый байонет                                                                 | —                                                                                       |
| 1/2 General                                                                             | 35,74                                                                                   | —                                                                                       | 1/2 дюйма                                                                               | трёхлепестковый байонет                                                                 | —                                                                                       |
| М32×0,5                                                                                 | 31                                                                                      | 32                                                                                      | 16-мм                                                                                   | резьба М32×0,5                                                                          | с 1966 года                                                                             |
| C                                                                                       | 17,526                                                                                  | 25,4                                                                                    | 16-мм                                                                                   | резьба с шагом 32 витка на дюйм                                                         | с 1923 года                                                                             |
| CS                                                                                      | 12,526                                                                                  | 25,4                                                                                    | 1/3 дюйма                                                                               | резьба с шагом 32 витка на дюйм                                                         | —                                                                                       |
| D                                                                                       | 12,29                                                                                   | 15,88                                                                                   | 8-мм                                                                                    | резьба с шагом 32 витка на дюйм                                                         | с 1965 года                                                                             |
| S                                                                                       | ~5                                                                                      | 12                                                                                      | Web-камеры                                                                              | резьба М12×0,5                                                                          | —                                                                                       |

### Влияние рабочего отрезка на доступность адаптера

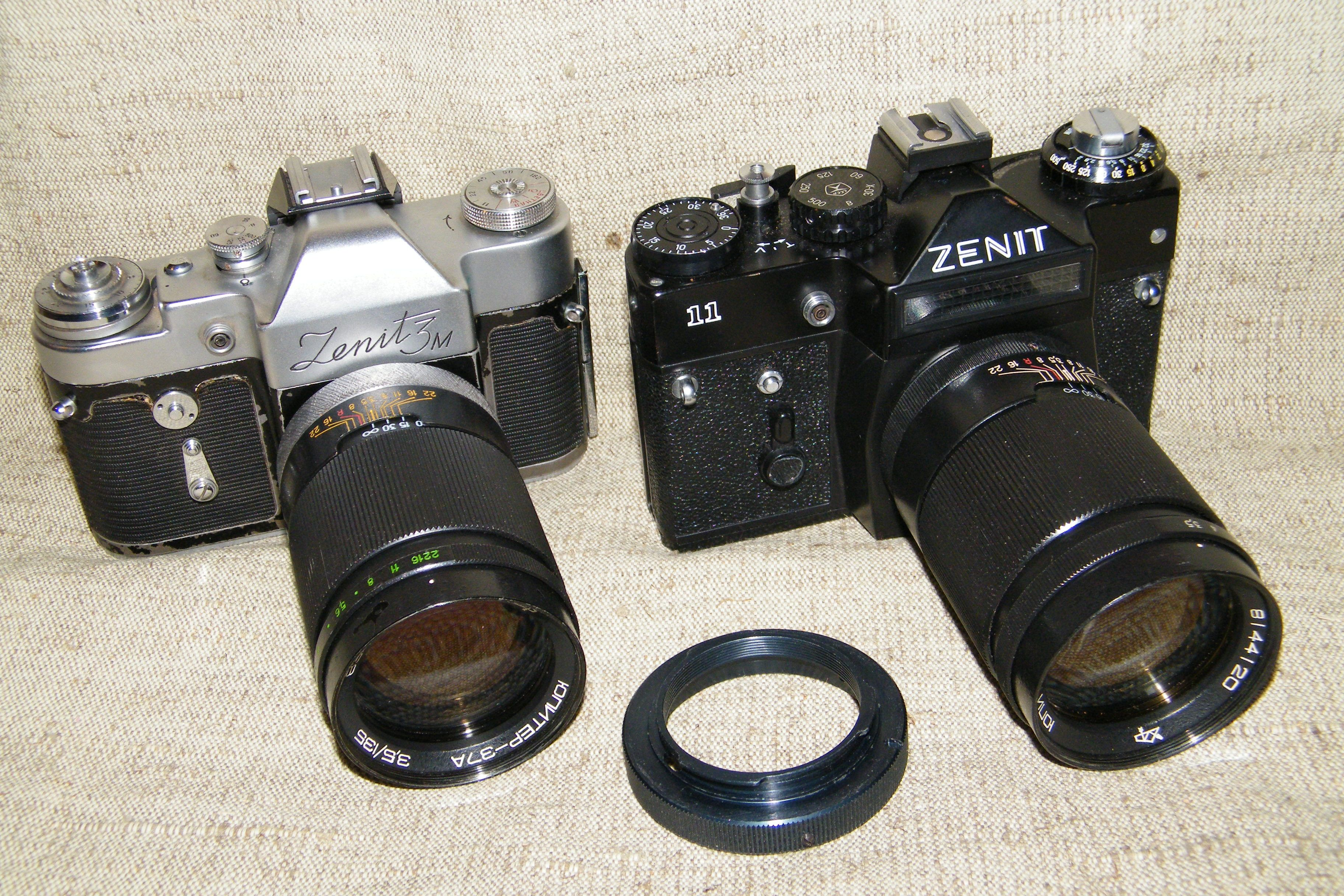
Объективы «Юпитер-37А» с адаптером М39×1/45,2 (на камере «Зенит-3М», слева) и с адаптером М42×1/45,2 (на камере «Зенит-11», справа), между ними сменный хвостовик для объективов серии «А» с байонетом К

Если рабочий отрезок объектива превосходит аналогичный параметр крепления камеры, или равен ему, использование адаптера возможно всегда. Исключение составляют случаи, когда хвостовик объектива входит глубоко в корпус и его диаметр больше, чем диаметр отверстия фланца. Кроме рабочего отрезка решающее значение имеет величина заднего отрезка объектива, поскольку в зеркальных фотоаппаратах и кинокамерах место за объективом занято движущимся зеркалом или зеркальным обтюратором. При этом, благодаря вращению обтюратора в одной плоскости, широкоугольные киносъёмочные объективы гораздо реже фотообъективов имеют ретрофокусную конструкцию с удлинённым задним отрезком, и хвостовая часть их оправы входит в корпус глубже. В зеркальных фотоаппаратах такие объективы непригодны даже в случае равного рабочего отрезка, поскольку препятствуют вертикальному движению зеркала. В то же время, большинство фотообъективов можно легко установить на любой киносъёмочный аппарат. Наиболее широкая совместимость с различными объективами доступна для беззеркальных, дальномерных фотоаппаратов, видеокамер и цифровых кинокамер, поскольку они не содержат никаких подвижных элементов за объективом и обладают самыми короткими рабочими отрезками. Напротив, наилучшую совместимость обеспечивают объективы для среднеформатных зеркальных фотоаппаратов, поскольку обладают самыми большими рабочими отрезками и размером изображения. То же относится к оптике крупноформатных фотоаппаратов.
В случае, если рабочий отрезок объектива короче рабочего отрезка камеры, полноценная совместимость, чаще всего, недоступна из-за невозможности фокусировки на «бесконечность». При небольшой разнице объектив ограниченно пригоден для съёмки на конечных дистанциях, например, портретной. Кроме того, существует класс адаптеров, оснащённых рассеивающей линзой, которая «удлиняет» рабочий отрезок. Но такие адаптеры непригодны для короткофокусной оптики, и кроме того, ухудшают качество изображения.
Использование оптики с более коротким рабочим отрезком возможно, когда диаметр крепления камеры значительно больше диаметра объектива. Например, широкие байонеты Arri PL и BNCR с рабочими отрезками 52 и 61,468 мм позволяют изготавливать адаптеры для большинства фотообъективов от зеркальных фотокамер. При этом ограничен только диаметр хвостовика таких объективов, а зеркальный обтюратор не препятствует установке адаптера.

## Совместимость приводов и интерфейсов

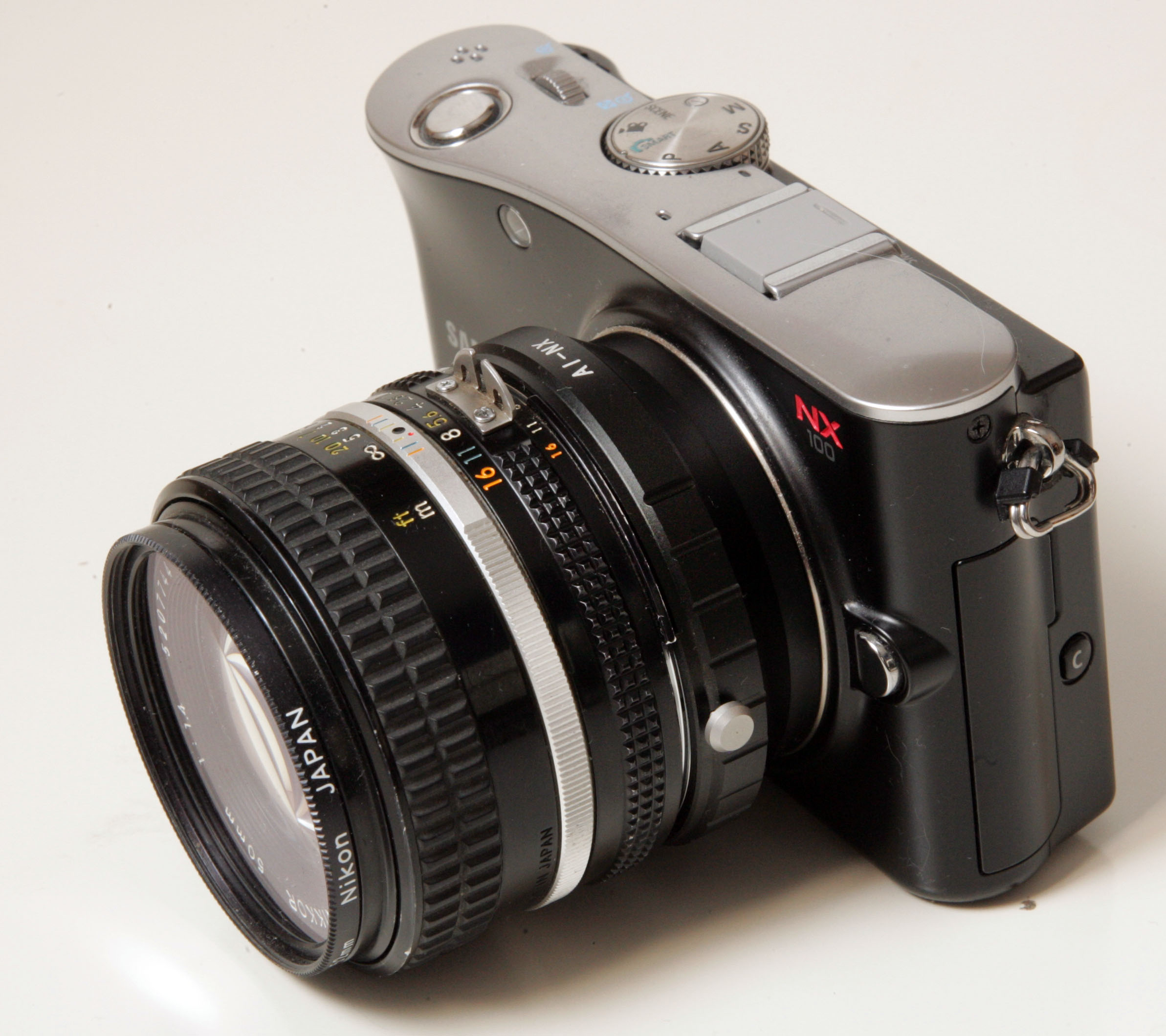
Объектив Nikkor, установленный на беззеркальную камеру Samsung NX100 через адаптер. Прыгающая диафрагма закрыта до рабочего значения, которое устанавливается вручную кольцом на объективе

В случае совместимости рабочего и заднего отрезков, а также поля изображения при выборе адаптера большое значение имеет работоспособность прыгающей диафрагмы, дальномера, и возможность передачи параметров объектива в экспонометр и другие системы камеры. В старых доавтофокусных системах крепления все сопряжения осуществлялись механическими способами.
Прыгающая диафрагма таких систем обладает различными механическими характеристиками, и требует чрезвычайно сложной многорычажной трансформации движения. Поэтому пружинная прыгающая диафрагма при работе с адаптерами неработоспособна, особенно на современных камерах, вообще не рассчитанных на механическую связь с объективом. В этих случаях съёмка и визирование производятся при рабочем значении такой диафрагмы, до которого она закрыта в нормальном состоянии (например, байонет Nikon F, Pentax K). Бюджетные объективы Nikkor серии G, лишённые кольца диафрагмы, при использовании с адаптером позволяют вести съёмку и визирование только при полностью закрытом отверстии. Некоторые адаптеры предусматривают механическое управление такой диафрагмой при помощи регулировки положения поводка её привода. При этом осуществима лишь грубая регулировка, без возможности точной установки конкретных значений.
В случае современного электромагнитного привода прыгающей диафрагмы (например, Canon EF) съёмка в большинстве случаев происходит при полностью открытом отверстии, поскольку это состояние является нормальным при отсутствии соединения со штатным интерфейсом. При использовании с адаптером «чужих» объективов на дальномерных камерах, их дальномер также неработоспособен из-за отсутствия механического сопряжения с лекалом оправы, которым оснащается только дальномерная оптика. В результате точная фокусировка невозможна, и адаптеры практически не используются с данным типом фотоаппаратуры.
Большинство современных объективов со встроенными микропроцессорами используют для передачи значения диафрагмы в экспонометр камеры электронный интерфейс. Кроме значения светосилы объектива, необходимого для корректной работы экспонометра и автофокуса, передаются значения фокусного расстояния и дистанции наводки. Без этих данных большинство систем камеры неработоспособны или работают некорректно. Поэтому, для соединения цепей объектива и камеры выпускаются адаптеры, оснащённые чипом, передающим фиксированные параметры. Чаще всего светосила принимается равной f/1,4, а фокусное расстояние 50 мм, но наиболее современные чипы можно перепрограммировать, задавая другие значения относительного отверстия. Такие адаптеры, получившие неофициальное название «одуванчиков» делают камеру работоспособной в режимах приоритета диафрагмы и ручном, а также позволяют срабатывать индикатору подтверждения фокусировки системы автофокуса.
Режимы приоритета выдержки и программного автомата остаются неработоспособными даже с такими адаптерами, поскольку техническая реализация автоматики диафрагмы через адаптер чрезвычайно сложна. Согласование систем автофокусировки различных типов крепления как правило, также невозможно, и автофокусные объективы при их использовании с адаптером фокусируются только вручную. Адаптеры, поддерживающие работу электромагнитной диафрагмы и автофокуса по сложности и стоимости сопоставимы с самой камерой, поскольку требуют собственного микропроцессора и полноценного взаимодействия с исполнительными механизмами объектива.

## Специальные адаптеры
В последнее время в цифровом кинематографе получают распространение так называемые DOF-адаптеры, позволяющие полностью использовать поле зрения и характер изображения киносъёмочной оптики с большими размерами кадра на маленьких матрицах. Такие адаптеры позволяют устанавливать на относительно дешёвые видеокамеры HDTV стандартные киносъёмочные и фотообъективы, рассчитанные на большой кадр 35-мм киноплёнки, и дающие высококачественное изображение с малой глубиной резкости.
Эта разновидность адаптеров позволяет экономить бюджет на аренде съёмочного оборудования, отказавшись от дорогостоящих цифровых кинокамер с большой матрицей. При использовании DOF-адаптера рабочие отрезки и поле изображения камеры и объектива не имеют значения, поскольку их разница полностью компенсируется.
Похожее назначение у новейших широкоугольных конвертеров (телекомпрессоров), позволяющих сохранять поле зрения объективов при съёмке на уменьшенную матрицу.
Как правило, такие конвертеры совмещаются с обычными адаптерами, служащими для стыковки объективов и камер различных стандартов. Широкоугольные конвертеры этого типа также повышает светосилу установленной оптики, благодаря уменьшению поля изображения объектива.

## Любительские конструкции адаптеров

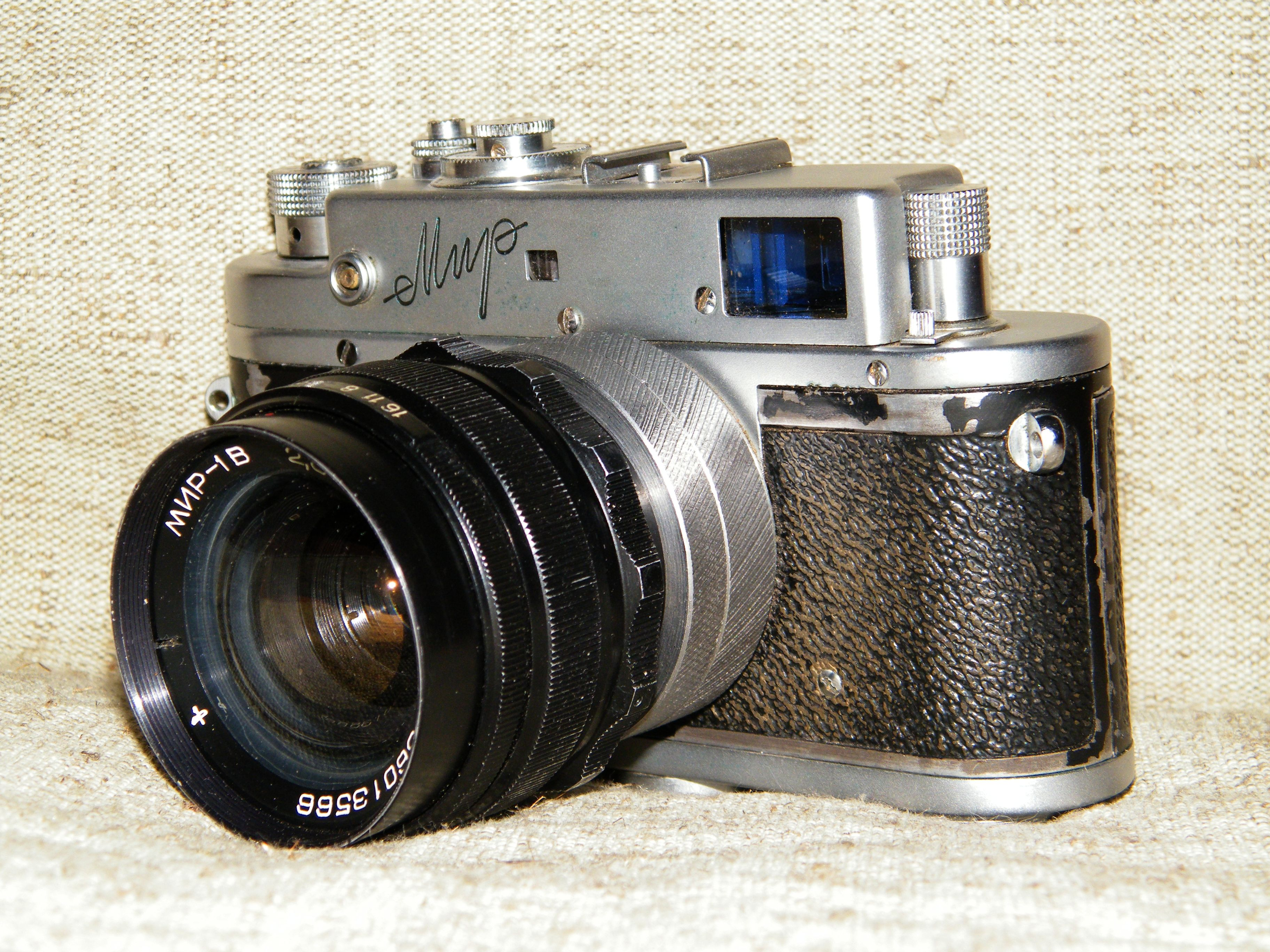
Широкоугольный объектив «Мир-1В» (для однообъективных зеркальных камер) на дальномерном фотоаппарате «Мир» с самодельным переходником М42→М39. Визирование и кадрирование через съёмный видоискатель.

В СССР выпускался небольшой ассортимент адаптеров, и многие типы переходников отсутствовали в продаже, поэтому широкое распространение получило их самостоятельное изготовление. Большинство конструкций не требовали сложного технологического оборудования и производственных навыков. Некоторые квалифицированные рабочие занимались мелкосерийным изготовлением таких адаптеров. В журналах «Советское фото», «Моделист-конструктор», «Наука и жизнь» было опубликовано большое количество самодельных конструкций различных адаптеров для объективов. Большой популярностью пользовались переходники для оптики от среднеформатных камер с байонетом Б («Киев-6С», «Киев-60»), и используемых в качестве замены длиннофокусных объективов малоформатных фотоаппаратов и узкоплёночных кинокамер. Адаптеры с байонетом В («Салют-С», «Киев-88») были значительно сложнее в изготовлении, и практически не выпускались.

## Перечень некоторых адаптеров для объективов
- Объектив с байонетом В на фотоаппарат с байонетом Б;
- Объектив с байонетом Б на фотоаппарат с резьбой M42×1;
- Объектив с байонетом Arri PL на кинокамеру с байонетом Aaton Universal;
- Объектив с байонетом Arri PL на фотоаппарат с байонетом Микро 4:3;
- Объектив с байонетом ОСТ-18 на фотоаппарат с байонетом Микро 4:3[27];
- Объектив с резьбой M42×1 на фотоаппарат с байонетом К;
- Объектив с резьбой M42×1 на камеру с байонетом F;
- Объектив с резьбой M42×1 на фотоаппарат с байонетом Sony-Minolta;
- Объектив с резьбой M42×1 на камеру с байонетом Canon E;
- Объектив с резьбой M42×1 на камеру с байонетом Sony E;
- Объектив с резьбой M42×1 на кинокамеру с байонетом Arri PL[20];
- Объектив с резьбой M42×1 на кинокамеру с байонетом ОСТ-19[28];
- Объектив с байонетом F на камеру с байонетом Canon E;
- Объектив с байонетом F на фотоаппарат с байонетом Sony-Minolta;
- Объектив с байонетом К на фотоаппарат с байонетом Sony-Minolta;
- Объектив с резьбой М39×1/28,8 на фотоаппарат с байонетом Leica M;
- Установка «дальномерных» объективов Contax на резьбу М39×1/28,8;
- Удлинительное кольцо толщиной 16,4 мм для фотоаппаратов «ФЭД» могло быть использовано для установки объективов от «Зенита-3М» на дальномерные фотоаппараты;

## Адаптеры для микроскопа и телескопа
Для съёмки с использованием оптического микроскопа применяются адаптеры для микросъёмки. Такие адаптеры, а также адаптеры для съёмки через телескоп, обычно входят в ассортимент принадлежностей развитых фотосистем. При этом в качестве объектива используется сам оптический прибор, дающий в фокальной плоскости камеры действительное изображение.

## Адаптеры для эндоскопической фотографии

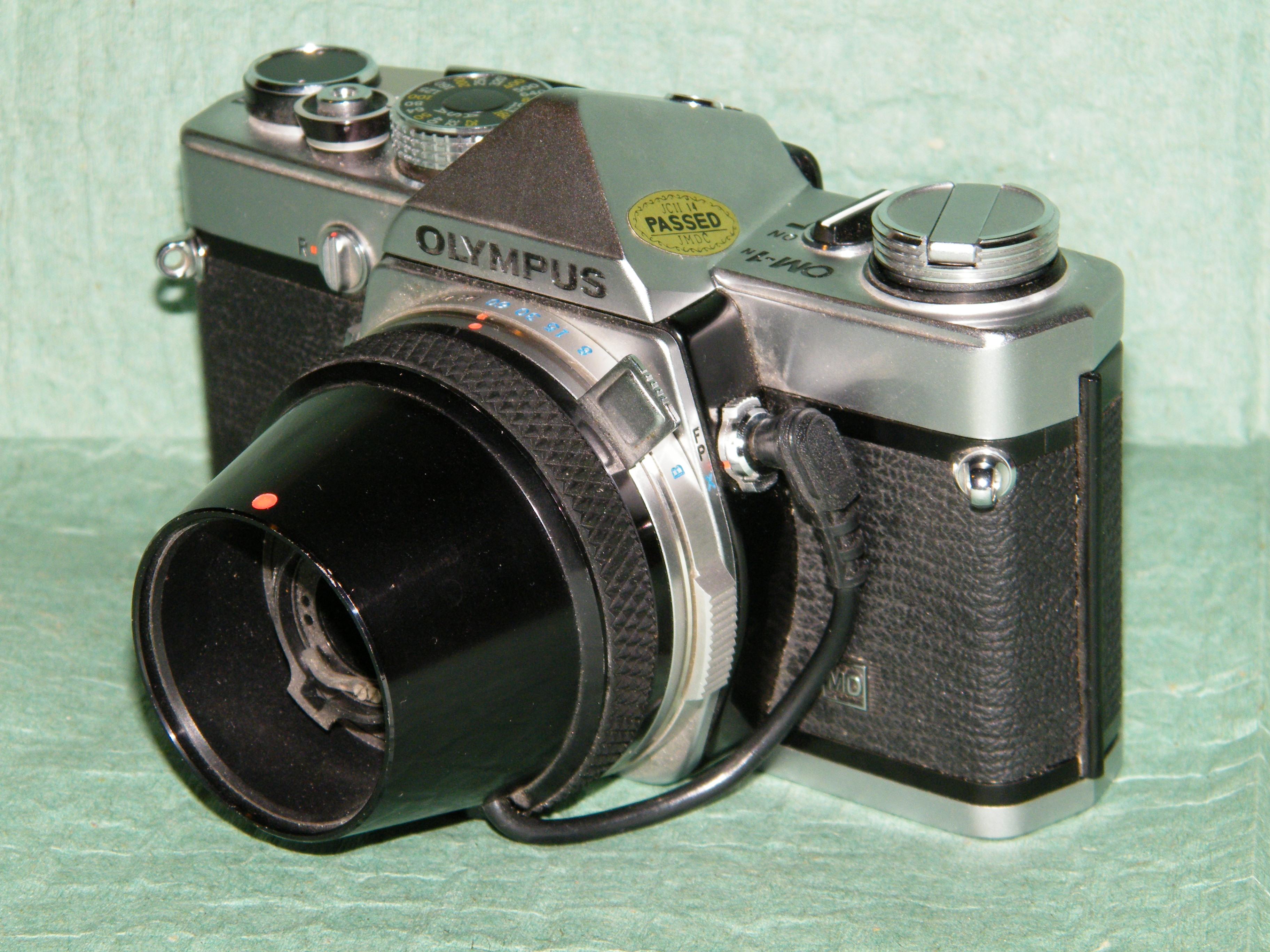
Фотоаппарат «Olympus OM-1n» и адаптер для присоединения к эндоскопам.

В медицине эндоскопические исследования внутренних органов могут сопровождаться фотографированием, кино- или видеосъёмкой.
Для присоединения регистрирующей аппаратуры к эндоскопам применяются соответствующие адаптеры.
Как правило, используются однообъективные зеркальные или цифровые фотоаппараты. Зеркальная камера без объектива через адаптер присоединяется к окуляру эндоскопа, фокусировочный экран заменён на положительную линзу. Визирование и съёмка производится только через оптическую систему эндоскопа.
Для освещения используется фотовспышка, встроенная в осветительный блок эндоскопа.
Крупные производители эндоскопического оборудования — Olympus и Pentax комплектуют эндоскопы собственными фотокамерами, другие производители прилагают аппараты сторонних фирм.

## Комментарии
1. ↑  M42×1, байонет «Киев-15» или байонет K или байонет F
2. ↑  Некоторые типы цифровых кинокамер обладают механическим зеркальным обтюратором, ограничивающим совместимость
3. ↑  Режим программного автомата работает в этом случае так же, как режим приоритета диафрагмы